# Pelecopsis major
Pelecopsis major là một loài nhện trong họ Linyphiidae.
Loài này thuộc chi Pelecopsis. Pelecopsis major được J. Denis miêu tả năm 1945.